# Centaurea woronowii
Centaurea woronowii là một loài thực vật có hoa trong họ Cúc. Loài này được Bornm. ex Petr. mô tả khoa học đầu tiên năm 1926.